# Ametlla mallorquina

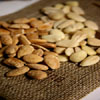
Ametlla de Mallorca

Ametlla de Mallorca o Ametlla mallorquina són els noms pels quals es coneix el fruit de l'ametller (Prunus amygdalus), tradicional de l'illa de Mallorca, que es destina al consum humà i que es presenta cru o torrat, amb pell o sense. L'Ametlla de Mallorca-Ametlla Mallorquina-Almendra de Mallorca-Almendra Mallorquina va ser registrada com a Indicació Geogràfica Protegida en el Registre de DOP i IGP de la UE el dia 20 de març de 2014.